# Hamchako
Hamchako är en kulle i Komorerna.   Den ligger i distriktet Anjouan, i den södra delen av landet, 160 km sydost om huvudstaden Moroni. Toppen på Hamchako är 135 meter över havet. Hamchako ligger på ön Anjouan.
Terrängen runt Hamchako är varierad. Havet är nära Hamchako åt sydost.  Närmaste större samhälle är Mramani, 3,2 km nordost om Hamchako. 